# Corus
Corus Group — британская металлургическая компания, один из крупнейших в мире производителей стали и алюминия. Штаб-квартира компании расположена в Лондоне.
Образована в 1999 году путём слияния компаний Koninklijke Hoogovens N.V. и British Steel Plc.

## Собственники и руководство
90% акций Corus Group принадлежит институциональным инвесторам, 10 % — физическим лицам.
Осенью 2006 года индийская Tata Steel сделала акционерам Corus Group предложение о выкупе группы (предложение составило 4,55 фунта стерлингов за 1 акцию Corus, или 4,3 млрд фунтов за всю компанию). В середине октября 2006 года совет директоров Corus принял решение об одобрении сделки.
Главный управляющий компании — Филип Варин.

## Деятельность
Заводы компании расположены в Великобритании и Нидерландах. Общее количество персонала — около 50 тыс. человек.
Corus Group выпустила в 2004 году около 19 млн т стали. Выручка в 2005 году — 10,14 млрд фунтов стерлингов ($17,7 млрд), прибыль — 451 млн фунтов стерлингов ($790,7 млн), чистый долг — 821 млн фунтов стерлингов ($1,4 млрд).
Corus Group — спонсор ежегодного шахматного «Корус-турнира», проводящегося в Нидерландах.